# Justicia cymulifera
Justicia cymulifera är en akantusväxtart som beskrevs av T.F.Daniel. Justicia cymulifera ingår i släktet Justicia och familjen akantusväxter. Inga underarter finns listade i Catalogue of Life.